# RSVP
RSVP je skraćenica i potiče od francuskog izraza  (odgovorite, molim vas).
Koristi se na pozivnicama za društvene događaje (venčanja, balovi, proslave...) gde se pozvana strana moli da potvrdi dolazaki time pomogne organizatoru da isplanira događaj, u smislu veličine sale, količine hrane i pića, broja stolova i stolica i sl. Potvrđivanje dolaska se najčešće vrši telefonom, e-poštom i sl.